# 俄罗斯农家女孩 (艺术品)

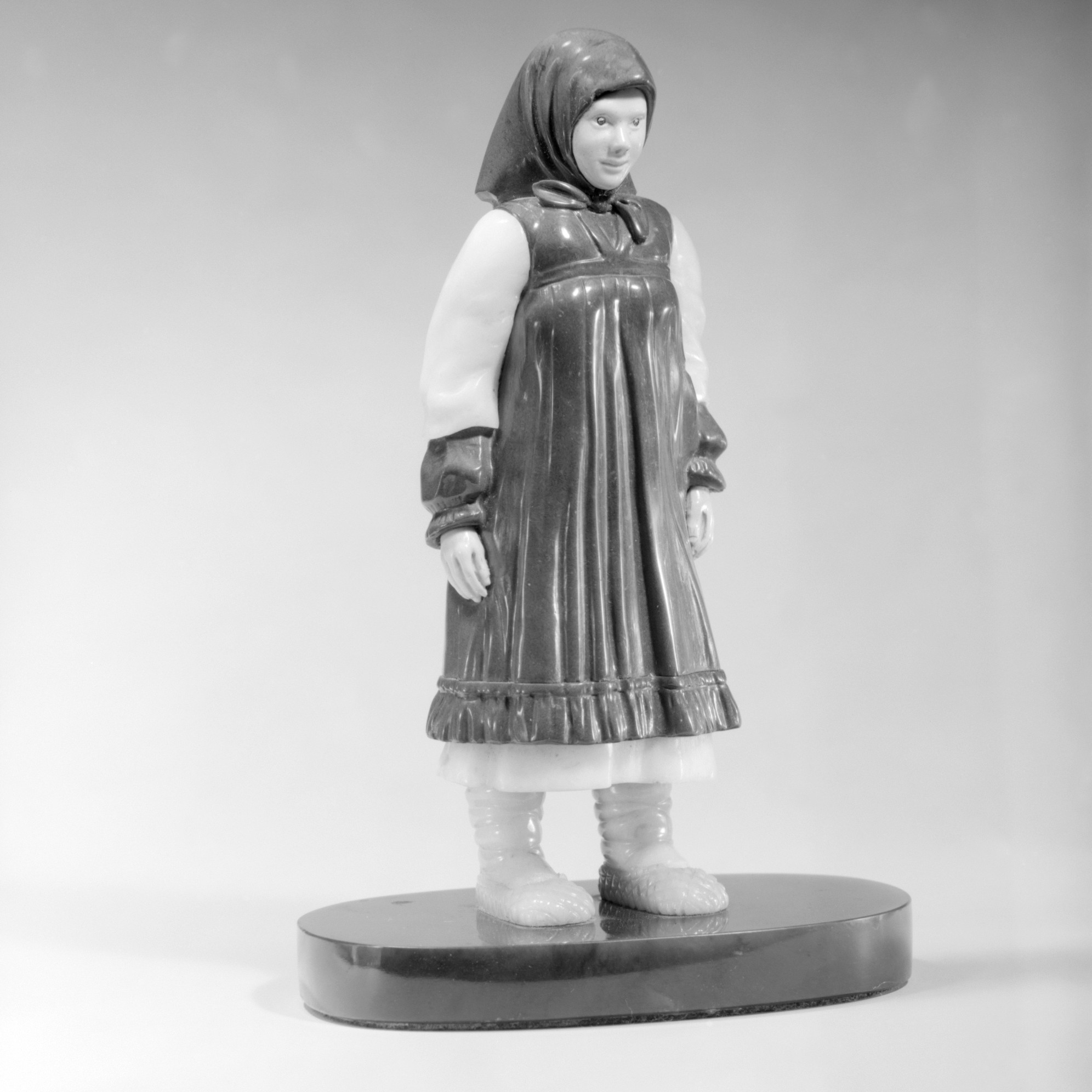
俄罗斯农家女孩侧照

俄罗斯农家女孩是一尊俄罗斯农家少女的小型塑像。1910年，俄罗斯农家女孩由彼得·卡尔·法贝热于俄罗斯圣彼得堡，通过玉石雕刻的方法完成。由于它由很多种俄罗斯特有的石头和玻璃制作，如西伯利亚硬石与花岗岩玻璃，所以这个塑像被认为是一个非常罕见的艺术品。由于花岗岩玻璃似乎是由一个玻璃基体中的铬酸铅的结晶所产生的，因此成为了极其耐用的美观材料。

## 简介
出自于俄罗斯著名金匠彼得·卡尔·法贝热手中的作品数不胜数，其中包括1885年制作的法贝热彩蛋。俄罗斯农家女孩也出自于彼得·卡尔·法贝热手中。由于其由很多种俄罗斯特有的石头和玻璃制作，如西伯利亚硬石与花岗岩玻璃，因此俄罗斯农家女孩被认为是一个非常罕见的艺术品。其通过玉石雕刻的方法完成，高度约为15.9厘米，是一个精巧的小型塑像。